# Mickaël Landreau
Mickaël Landreau (Machecoul, Francia, 14 de mayo de 1979) es un exfutbolista y entrenador francés. Su posición fue de guardameta y su último club fue el SC Bastia de la Ligue 1. Actualmente está libre tras dejar el Football Club Lorient de la Ligue 2.
Comenzó su carrera profesional en el Nantes FC, jugando en dicho equipo durante 13 años, luego ha defendido la porterías de PSG, Lille OSC y su último equipo el SC Bastia.
Además tiene 11 apariciones con la Selección de Fútbol de Francia, donde ha sido convocado para competiciones importantes como Eurocopa, Eliminatorias de Mundial 2010 y 2014 y la Copa Mundial de Fútbol 2006, y 2014. Siendo subcampeón del mundo con dicha selección.
Actualmente ostenta el récord de ser el jugador con más partidos en la Ligue 1.

## Trayectoria como jugador

### Nantes
Su debut profesional se daría en el FC Nantes, el 2 de octubre de 1996, frente al SC Bastía, en este partido también le detendría un penal a Ľubomír Moravčík. Allí ganaría la titularidad, manteniéndose bajo los tres palos de Les Canaris manteniendo destacadas actuaciones en este equipo, llegando a obtener la capitanía con solo 19 años. Estas destacadas actuaciones lograrían que fuera convocado a la Selección Juvenil de su país para el Mundial Sub-20 de 1997
Fue una figura importante del Nantes. Con este equipo, añadió a sus palmarés dos Coupe de France en 1999 y 2000 (capitaneando en la final de 2000), y también con el Nantes se coronó campeón en 2001 de la Ligue 1 por primera vez desde 1995
Luego de este torneo, firmaría un nuevo contrato, manteniéndolo en el club hasta el año 2006. Su gran desempeño en Nantes haría que Landreau ganara el interés de clubes como el de Barcelona, Mónaco, Roma, Juventus, Olympiue de Marsella, Manchester United y el Celtic. 
El 11 de octubre de 2003, tuvo una operación en el disco articular, que lo mantuvo fuera de las canchas por una serie de partidos. Regresaría el 22 de noviembre de 2003, en la victoria por 3-1 sobre Bastia (Así como en el debut de su carrera). En la semifinal de la Copa de Francia de 2004, Landreau produjo varios salvadas, pero fue en vano ya que el equipo no pudo anotar y fueron eliminados de la competencia. En la final de la Copa de la Liga contra el Sochaux-Montbéliard, el partido finalizó 1-1 y se jugó la tanda de penaltis, donde el Nantes resultaría vencido, siendo así subcampeones de esta competición.
Al final de la temporada 2005-06, el contrato de con Nantes iba a expirar, pero el equipo le ofreció un nuevo contrato. Él dio una conferencia de prensa y anunció que después de trece años que dejaría el FC Nantes para afrontar nuevos retos en un equipo más importante. Anunció su intención de abandonar su primer club justo antes del final de la temporada 2005-2006. Como su contrato expiró, Arsenal y el AC Milan estaban entre interesado en firmar con él. Durante su último partido en el Stade de la Beaujoire, el 6 de mayo de 2006, recibió un homenaje de la afición, que saludó a su dedicación y lealtad al club durante trece años. La temporada siguiente de su partida, Nantes fue relegado a la Ligue 2, por primera vez desde 1963. 

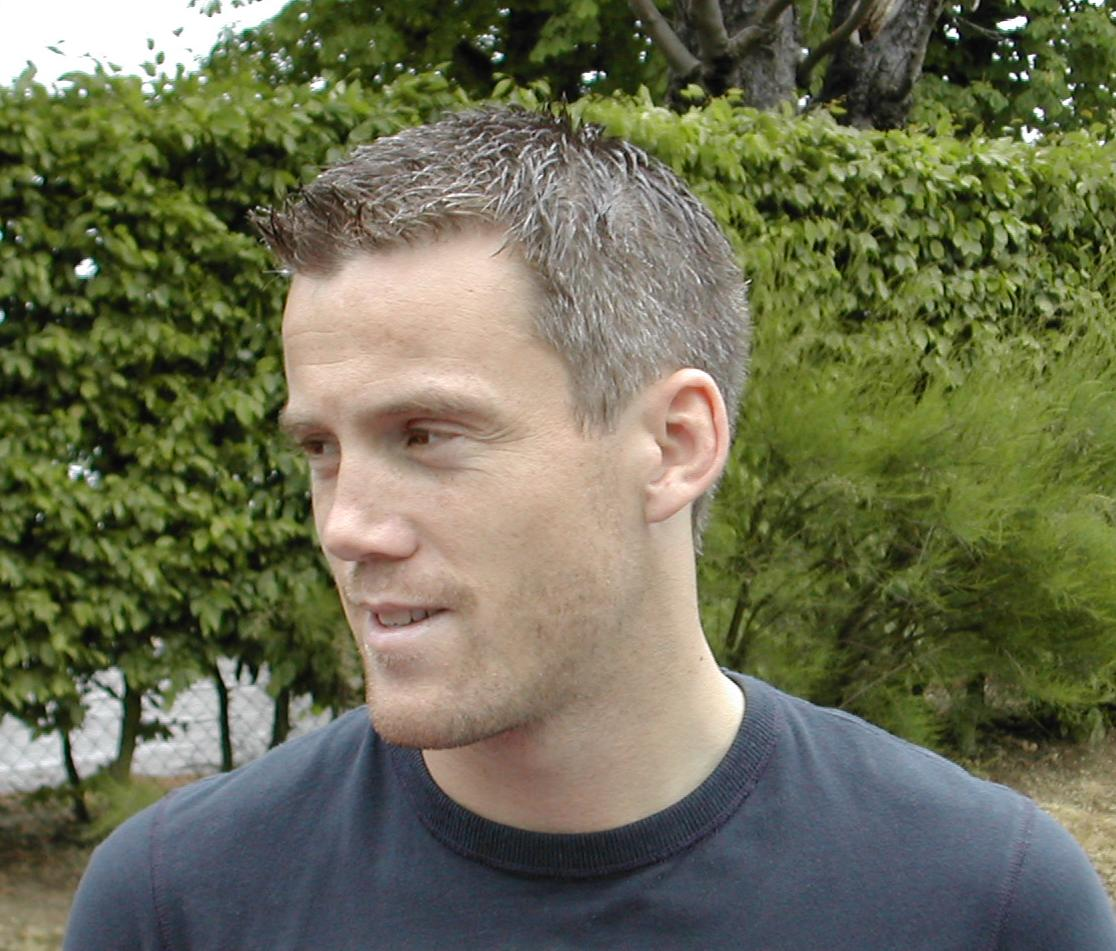
Mickael Landreau.

### Paris Saint Germain
Luego de su carrera en el Nantes se unió al Paris Saint-Germain en una transferencia libre, firmando un contrato de cuatro años el 15 de mayo de 2006, con la ilusión de que una vez instalado en París, tenga más oportunidad de ser llamado a la selección. 
En el París Saint-Germain, Landreau fue elegido como primer portero elección superando Jérôme Alonzo y el joven Nicolas Cousin También se convierten en un favorito de los fanes. El 5 de agosto de 2006, hizo su debut con el PSG en la derrota 3-2 contra Lorient. Tanto en 2006/07, 2007/08 y 2008/09, jugó los 38 partidos como titular de la temporada. Su última aparición en el PSG fue en un partido contra el AS Mónaco, que resultó en un empate 0-0, agradeció a los fanes por su tiempo en el club y fue ovacionado de pie. 

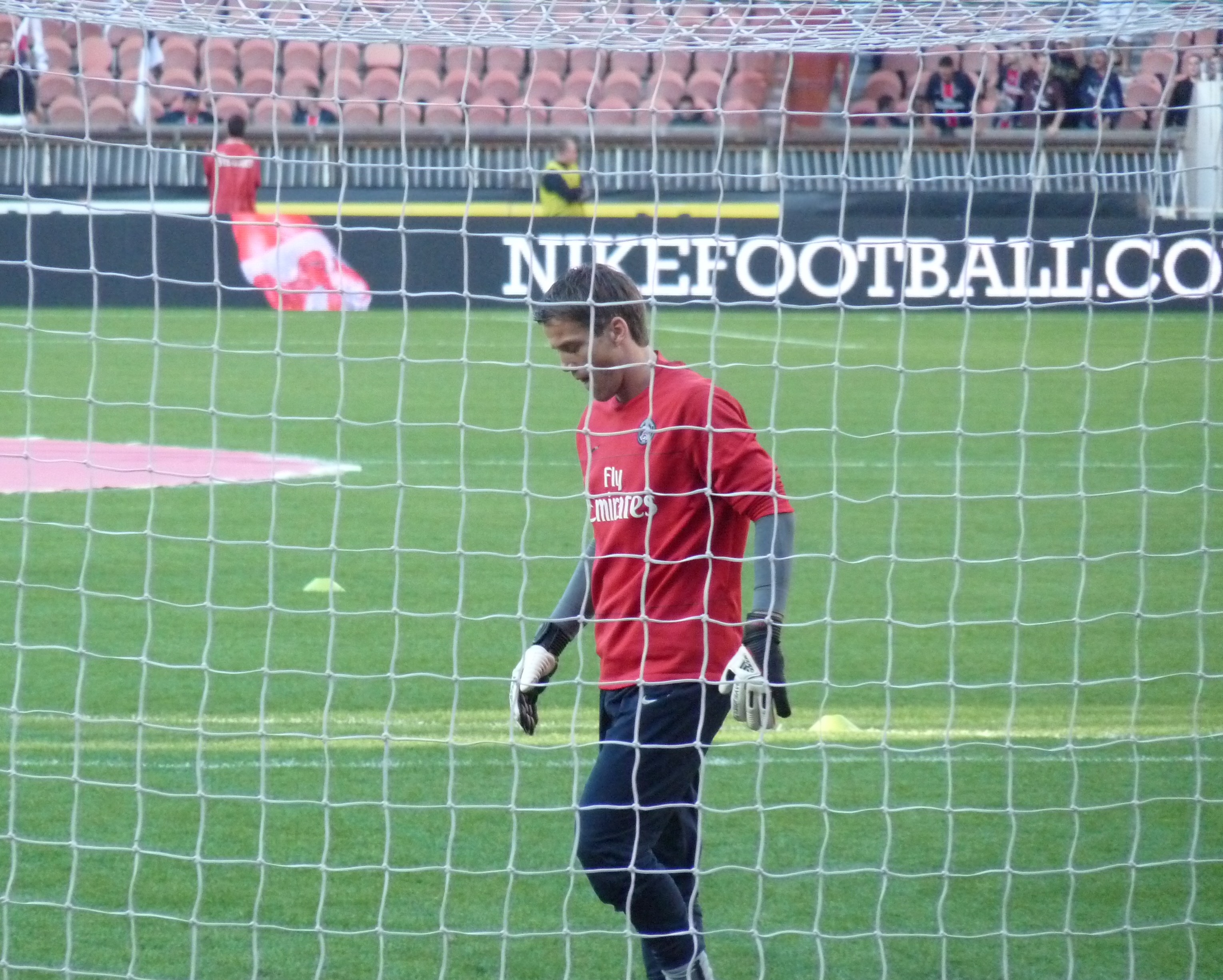
Landreau atajando para el PSG.

Después de que terminó la temporada 2007/08, Landreau había sido vinculado con un traspaso del club después de que Gregory Coupet se mantuvo dispuesto a jugar en el PSG, y este podía reemplazarlo como primer portero. Sin embargo, Charles Villeneuve dijo que no había confirmado el lugar de Landreau en la lista de convocados para la próxima temporada y había insinuado un interés en Coupet pero Sebastien Bazin (el presidente de los accionistas mayoritarios del PSG Colony Capital) insistió en que Landreau no dejará el club. Rumores también confirmaban que se podría ir al Real Madrid con el fin de convertirse en el suplente de Iker Casillas. Finalmente, Coupet con el tiempo se trasladaría a Paris Saint Germain para poner el futuro de Landreau en duda.

### Lille OSC
Después de la temporada 2009-10, Lille, hizo una oferta de € 2 millones, quien buscaba un reemplazo para el veterano guardameta Grégory Malicki (que dejó el Lille para unirse a Dijon como agente libre y fue el portero titular para Lille en la temporada 2008-09). La medida se acordó y fichó por este equipo. Cinco días después de la firma con Lille, sufrió un duro golpe en los ligamentos cruzados, durante una sesión de entrenamiento que lo mantuvo fuera de acción por alrededor de seis meses. 
Durante su ausencia por lesión, Ludovic Butelle obtuvo más tiempo de juego y jugó unos 10 partidos hasta que Landreau regresó y que más tarde se convertiría en la primera opción como portero desde entonces. El 22 de octubre de 2009, Landreau estaba de vuelta en el banco en la Europa League durante el partido contra el Genoa (3-0) e hizo su debut en la liga con el Lille, en un triunfo por 2-0 sobre Grenoble el 30 de octubre de 2009.
En 2010-11, participó en el equipo que ganó la Ligue 1 por tercera vez en la historia del club y la primera vez desde 1954, hizo historia al convertirse en el primer jugador de la historia en competir en una Supercopa de Francia con tres clubes diferentes.
El 7 de noviembre de 2012 durante un partido de la Liga de Campeones recibió 6 goles del Bayern de Múnich. En diciembre de 2012, Landreau dejó el Lille en mutuo acuerdo después de una tensa relación con el gerente general Frederic Paquet. En la conferencia de prensa, Landreau dijo "Lo más importante es a florecer en el terreno de juego. Yo no podía más, y un año y medio es un largo camino por recorrer cuando se tienen días difíciles." y abandonó el club

### SC Bastia
El 23 de diciembre de 2012, Landreau firmó un contrato de seis meses con el club SC Bastia. Al mudarse al SC Bastia, reveló que había rechazado una oferta del conjunto italiano Inter de Milán.
El 4 de diciembre de 2013, rompió el récord de más apariciones de cualquier jugador en la Ligue 1
 (la máxima categoría en el fútbol francés) cuando empezó en el partido contra el AC Ajaccio. Ese partido fue el número 603 de la Ligue 1 para Mickaël Landreau. Tres días antes, había igualado el récord anterior de 602 partidos en la Ligue 1 celebrada por el exportero del AS Mónaco Jean-Luc Ettori cuando hizo su aparición en el partido SC Bastia-Evian TG. El 12 de mayo de 2014 anuncia su retiro de la carrera profesional (Aunque luego sería convocado para participar en la Copa del Mundo 2014 en Brasil

## Selección nacional
Ha sido convocado 43 veces a la selección nacional. Su primer partido con Le Bleus fue el 3 de junio de 2001 frente a México en la Copa Confederaciones, donde Francia ganó 4 a 0. Allí Landreau ganaría su primer trofeo junto a su país. 
También participaría en la Eurocopa de 2004 seleccionado por Jacques Santini. Fue internacional con la selección de fútbol de Francia en la Copa Mundial de Fútbol de 2006 seleccionado por Raymond Domenech, incluido como tercer arquero detrás de Fabien Barthez y Grégory Coupet.
Se mantendría invicto en la selección azul en siete partidos (693 minutos en total para ser preciso), concediendo su primer gol en el octavo encuentro con su selección frente a Escocia (el partido finalizaría 0 - 1) en el Parque de los Príncipes. Su último partido como titular fue el 16 de noviembre de 2007 para hacer frente a Marruecos.
Durante la previa al mundial de Sudáfrica formó parte de la lista de 30 jugadores Pre-Convocados a la selección, pero luego Raymond Domenech eligiría a Cédric Carrasso como tercera opción. 
Más tarde, Landreau formaría parte de la lista de jugadores convocados por Didier Deschamps para competir en los dos primeros partidos de las eliminatorias para la Copa del Mundo de 2014 para hacer frente a Finlandia y Bielorrusia, el 7 y el 11 de septiembre de 2012.
Pocos días después de recibir un trofeo UNFP honorífico y de anunciar que iba a poner fin a su carrera al final de la temporada, fue convocado para formar parte del grupo de 23 jugadores convocados por Didier Deschamps para competir en la Copa del Mundo 2014 en Brasil. La selección francesa llegó a los cuartos de final de la competición y fueron eliminados por los alemanes por 1 a 0.
Mickaël Landreau tiene el mejor promedio de los porteros actualmente en el equipo de Francia, concediendo sólo tres goles en 11 partidos.

### Participaciones en Copas del Mundo
| Mundial                        | Sede     | Resultado        |
| ------------------------------ | -------- | ---------------- |
| Copa Mundial de Fútbol de 2006 | Alemania | Subcampeón       |
| Copa Mundial de Fútbol de 2014 | Brasil   | Cuartos de final |

### Participaciones en Copa FIFA Confederaciones
| Copa                           | Sede                  | Resultado |
| ------------------------------ | --------------------- | --------- |
| Copa FIFA Confederaciones 2001 | Corea del Sur y Japón | Campeón   |
| Copa FIFA Confederaciones 2003 | Francia               | Campeón   |

### Participaciones en Eurocopas
| Euro          | Sede     | Resultado        |
| ------------- | -------- | ---------------- |
| Eurocopa 2004 | Portugal | Cuartos de final |

## Trayectoria como entrenador
En 2016, comenzó a trabajar como entrenador asistente en el Paris FC.
En mayo de 2017, se convirtió en el nuevo técnico del Football Club Lorient de la Ligue 2. Dejó el club tras 2 temporadas, sin haber podido lograr el ascenso.

## Clubes
| Club                | País    | Año       | Partidos | Goles encajados |
| ------------------- | ------- | --------- | -------- | --------------- |
| FC Nantes           | Francia | 1996-2006 | 421      | 344             |
| París Saint-Germain | Francia | 2006-2009 | 151      | 149             |
| Lille OSC           | Francia | 2009-2012 | 160      | 169             |
| SC Bastia           | Francia | 2013-2014 | 52       | 69              |

## Estadísticas
| Temporada   | Club      | Campeonato | Campeonato | Campeonato | Copas nacionales | Copas nacionales | Campeonatos de Europa | Campeonatos de Europa | Campeonatos de Europa | Selección | Selección | Selección |
| Temporada   | Club      | División   | PJ         | Goles      | PJ               | Goles            | Tipo                  | PJ                    | Goles                 |           |           |           |
| ----------- | --------- | ---------- | ---------- | ---------- | ---------------- | ---------------- | --------------------- | --------------------- | --------------------- | --------- | --------- | --------- |
| Temporada   | Club      | División   | PJ         | Goles      | PJ               | Goles            | Tipo                  | PJ                    | Goles                 | PJ        | Goles     |           |
| 1996 - 1997 | FC Nantes | Ligue 1    | 29         | -          | 1                | -                | CI                    | 2                     | -                     | -         | -         |           |
| 1997 - 1998 | FC Nantes | Ligue 1    | 33         | -          | 3                | -                | ?                     | 2                     | -                     | -         | -         |           |
| 1998 - 1999 | FC Nantes | Ligue 1    | 31         | -          | 6                | -                | -                     | -                     | -                     | -         | -         |           |
| 1999 - 2000 | FC Nantes | Ligue 1    | 33         | -          | 8                | -                | C3                    | 6                     | -                     | -         | -         |           |
| 2000 - 2001 | FC Nantes | Ligue 1    | 33         | -          | 9                | -                | C3                    | 8                     | -                     | 1         | -         |           |
| 2001 - 2002 | FC Nantes | Ligue 1    | 33         | -          | 2                | -                | C1                    | 11                    | -                     | -         | -         |           |
| 2002 - 2003 | FC Nantes | Ligue 1    | 36         | -          | 4                | -                | -                     | -                     | -                     | 1         | -         |           |
| 2003 - 2004 | FC Nantes | Ligue 1    | 34         | -          | 9                | -                | CI                    | 2                     | -                     | -         | -         |           |
| 2004 - 2005 | FC Nantes | Ligue 1    | 37         | -          | 5                | -                | CI                    | 1                     | -                     | 1         | -         |           |
| 2005 - 2006 | FC Nantes | Ligue 1    | 36         | -          | 7                | -                | -                     | -                     | -                     | -         | -         |           |
| 2006 - 2007 | Paris SG  | Ligue 1    | 38         | -          | 5                | -                | C3                    | 10                    | -                     | 2         | -         |           |
| 2007 - 2008 | Paris SG  | Ligue 1    | 38         | -          | 7                | -                | -                     | -                     | -                     | 6         | -         |           |
| 2008 - 2009 | Paris SG  | Ligue 1    | 38         | -          | 5                | -                | C3                    | 10                    | -                     | -         | -         |           |
| 2009 - 2010 | Lille OSC | Ligue 1    | 28         | -          | 2                | -                | C3                    | 7                     | -                     | -         | -         |           |
| 2010 - 2011 | Lille OSC | Ligue 1    | 38         | -          | 8                | -                | C3                    | 9                     | -                     | -         | -         |           |
| 2011 - 2012 | Lille OSC | Ligue 1    | 38         | -          | 4                | -                | C1                    | 5                     | -                     | -         | -         |           |
| 2012 - 2013 | Lille OSC | Ligue 1    | 15         | -          | -                | -                | C1                    | 6                     | -                     | -         | -         |           |
| 2012 - 2013 | SC Bastia | Ligue 1    | 19         | -          | -                | -                | -                     | -                     | -                     | -         | -         |           |
| 2013 - 2014 | SC Bastia | Ligue 1    | 31         | -          | 2                | -                | -                     | -                     | -                     | -         | -         |           |
| TOTAL       | -         | Ligue 1    | 618        | -          | 87               | -                | C1 / C3 / CI          | 79                    | -                     | 11        | -         |           |

## Palmarés

### Campeonatos nacionales
| Título                     | Club                | País    | Año  |
| -------------------------- | ------------------- | ------- | ---- |
| Copa de Francia            | FC Nantes           | Francia | 1999 |
| Supercopa de Francia       | FC Nantes           | Francia | 1999 |
| Copa de Francia            | FC Nantes           | Francia | 2000 |
| Ligue 1                    | FC Nantes           | Francia | 2001 |
| Supercopa de Francia       | FC Nantes           | Francia | 2001 |
| Copa de la Liga de Francia | París Saint-Germain | Francia | 2008 |
| Ligue 1                    | Lille OSC           | Francia | 2011 |
| Copa de Francia            | Lille OSC           | Francia | 2011 |

### Campeonatos internacionales
| Título                      | Equipo (*)           | Sede                  | Año  |
| --------------------------- | -------------------- | --------------------- | ---- |
| Torneo Esperanzas de Toulon | Francia Sub-23       | Francia               | 1997 |
| Copa FIFA Confederaciones   | Selección de Francia | Corea del Sur y Japón | 2001 |
| Copa FIFA Confederaciones   | Selección de Francia | Francia               | 2003 |